# Acabaria frondosa
Acabaria frondosa är en korallart som först beskrevs av Lars Zakarias Brundin 1896.  Acabaria frondosa ingår i släktet Acabaria och familjen Melithaeidae. Inga underarter finns listade i Catalogue of Life.